# 평해층군
평해층군(Precambrian Pyeonghae Group, 平海層群)은 대한민국 영남 지괴/영남 육괴 내 경상북도 울진군 평해읍을 표식지로 하여 울진군 온정면과 영양군 수비면, 일월면 지역에 분포하는 선캄브리아기 변성퇴적암 지층이다. 평해층군은 울진군-영양군 지역에서 가장 오래된 암석으로 선캄브리아기 원남층군과 중생대 백악기 경상 누층군에 의해 부정합으로 덮힌다.

## 울진군
평해층군은 울진군 남부 평해읍 지역에서 가장 오래된 지층으로, 온정면 광품리, 선구리 동부, 후포리 일대에 소규모 분포한다. 변질이암(Metamorohosed argillaceous rock)과 변질 사질암(Metamorohosed arenaceous rock)의 호층(互層)으로 구성된다. 경상 누층군 울련산층에 의해 부정합으로 덮이며 온정면 금천리에서는 중생대 온정리 화강암에 의해 관입당했다.

## 영양군
평해층군은 영양군 내에서 일월면 용화리 국도 제31호선 주변과 수비면 신원리 일부 지역에 분포한다. 분포 지역의 남동부와 남서부는 각각 경상 누층군 울련산층과 동화치층에 의해, 북부는 원남층에 의해 부정합으로 덮인다. 편마암 및 운모편암 등으로 구성되며 1~2매의 석회암 및 규암 지층이 협재되고 약간의 각섬암이 부존한다. 준편마암의 대부분인 운모편암 및 천매암은 니질원 변질퇴적암(Argillaceous meta-sediments)으로 다음과 같은 암상을 보이고 있다. 준편마암은 안구상 및 호상구조 등을 보이며 석영, 사장석, 정장석, 미사장석, 흑운모 등으로 구성되는 편마암이다. 정장석 및 사장석의 일부는 반상 결정으로 안구상 편마암을 형성한다. 운모편암은 흑운모, 백운모 및 석영 등이 주 구성광물이며 곳에 따라 녹니석 또는 규선석이 많이 발달하여 각각 녹니석편암 및 규선석편암을 형성한다. 준편마암의 일부 규암, 석영편암 등은 사질원 변질퇴적암(Arenaceous meta-sediments)이며 사질원 편마암은 석영, 정장석, 사장석, 미사장석 및 흑운모 등으로 구성되며 곳에 따라 자류석이 약간 발달한다.

## 같이 보기
- 한국의 지질
- 영남 지괴/영남 육괴
- 울진군의 지질
- 영양군의 지질
- 원남층군
- 분천화강편마암